# Stéphane Antiga

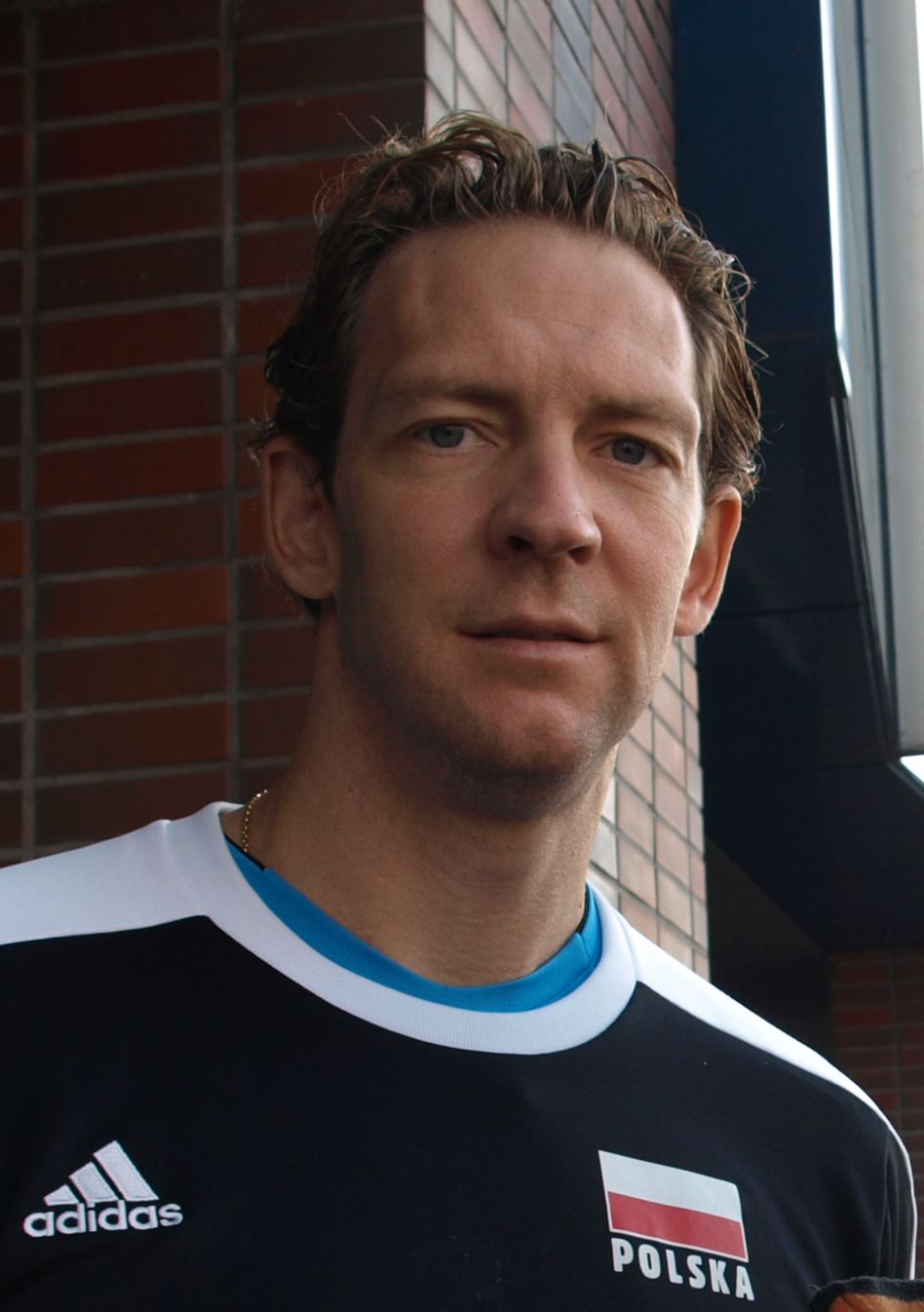
Stéphane Antiga.

Stéphane Antiga (Suresnes, Hauts-de-Seine, 3 de febrero de 1976) es un entrenador francés de voleibol. 

## Clubes
- France Paris Volley
- BRE Banca Lannutti Cuneo
- Portol Palma de Mallorca
- PGE Skra Bełchatów
- Delecta Bydgoszcz
- PGE Skra Bełchatów
- ONICO Varsovia
- Developres SkyRes Rzeszów

### Selecciones nacionales
- Polonia (2013-)

- Datos: Q1455049
- Multimedia: Stéphane Antiga / Q1455049